# Morimondo
Morimondo is een gemeente in de Italiaanse metropolitane stad Milaan (regio Lombardije) en telt 1206 inwoners (31-12-2004). De oppervlakte bedraagt 26,3 km², de bevolkingsdichtheid is 44 inwoners per km².

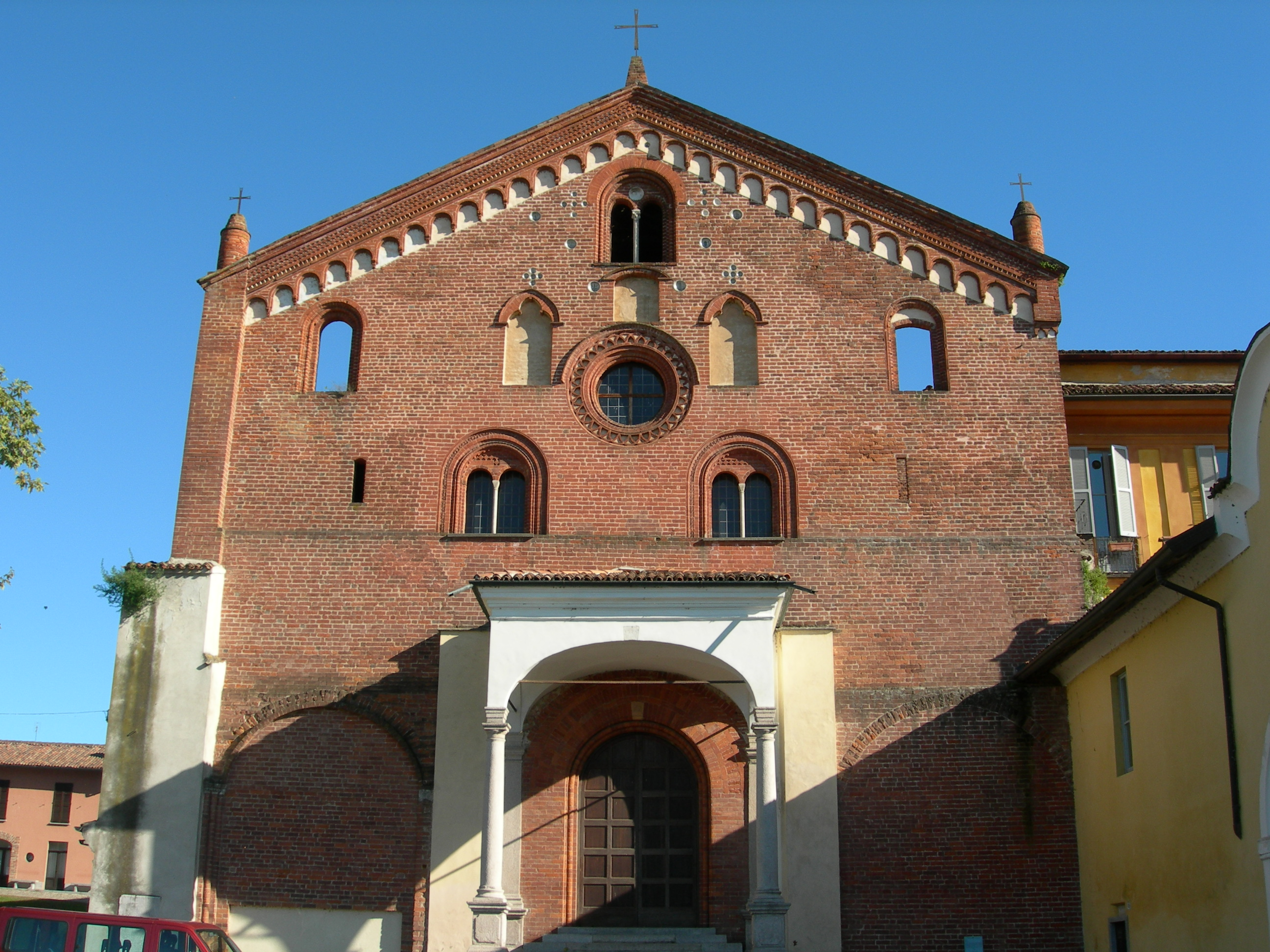
Kerk in Morimondo
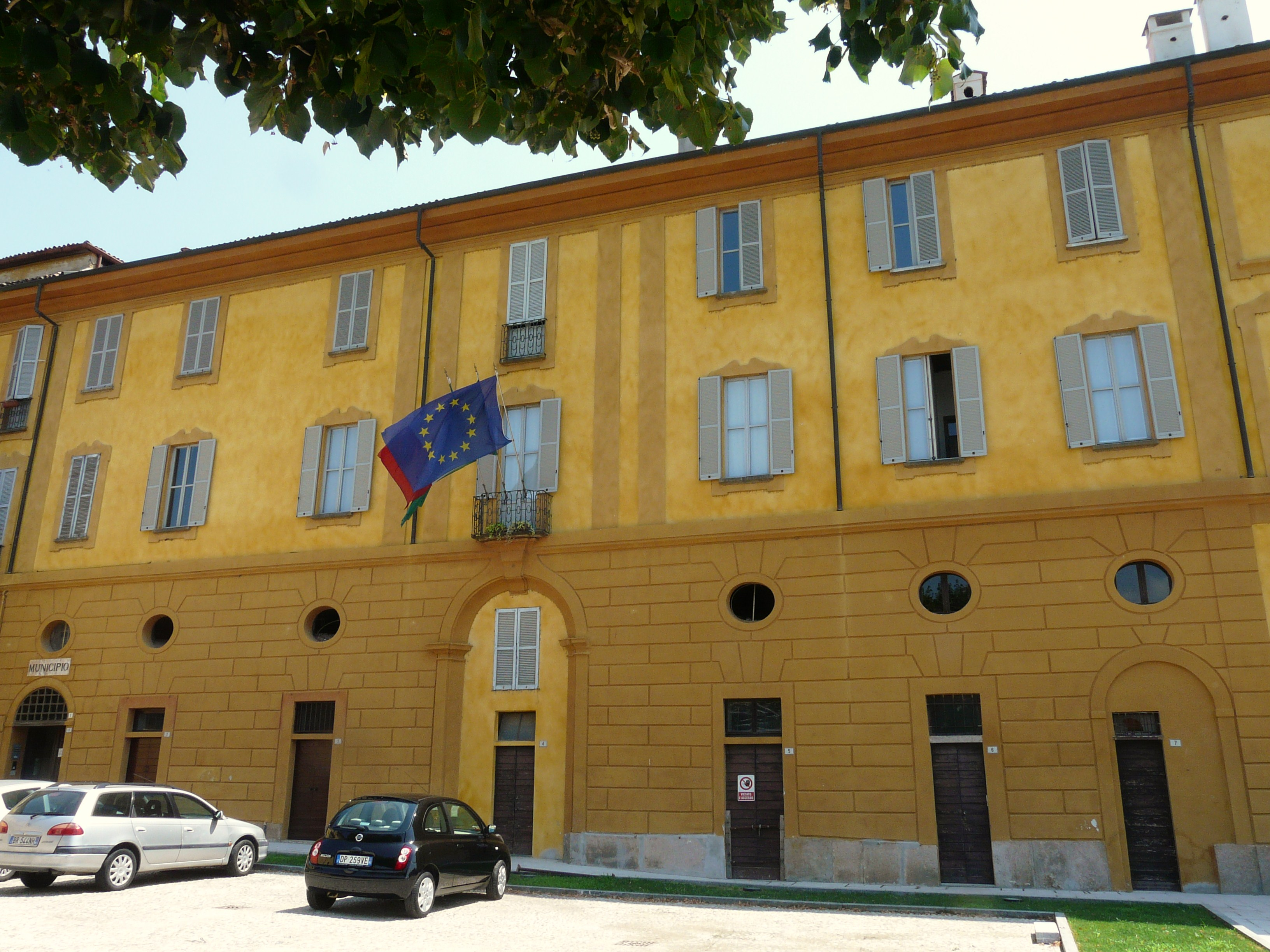
Gemeentehuis

## Demografie
Morimondo telt ongeveer 449 huishoudens. Het aantal inwoners steeg in de periode 1991-2001 met 4,0% volgens cijfers uit de tienjaarlijkse volkstellingen van ISTAT.
| Jaar | Inwoneraantal |
| ---- | ------------- |
| 1991 | 1090          |
| 2001 | 1134          |

## Geografie
Morimondo grenst aan de volgende gemeenten: Abbiategrasso, Abbiategrasso, Vermezzo, Gudo Visconti, Zelo Surrigone, Ozzero, Rosate, Vigevano (PV), Bubbiano, Casorate Primo (PV), Besate.